# كارل هاينرش ثيودور كنور
كارل هاينرش ثيودور كنور (بالألمانية: Carl Heinrich Theodor Knorr)‏ هو رائد أعمال ألماني، ولد في 15 مايو 1800 في Wendeburg ‏ في ألمانيا، وتوفي في 20 مايو 1875 في هايلبرون في ألمانيا.